# 백영웅전
《백영웅전》은 래빗 앤드 베어 스튜디오스가 개발하고 505 게임스가 배급한 2024년 롤플레잉 비디오 게임이다. 코나미의 《환상수호전》 개발자 무라야마 요시타카가 기획 및 제작했으며 해당 작품의 정신적 후속작을 표방했다. 닌텐도 스위치, 플레이스테이션 4, 플레이스테이션 5, 윈도우, 엑스박스 원 및 엑스박스 시리즈 X/S 플랫폼으로 제작돼 2024년 4월 23일 출시됐다.
판타지 세계의 갈데안 제국을 무대로 강력한 힘을 가진 마법의 물체 룬 렌즈를 둘러싼 갈등이 주사건이다.

## 개발
《백영웅전》은 2020년 킥스타터를 통해 크라우드펀딩을 시행해 제작비를 모금했다.

### 내용주
1. ↑  일본어: 百英雄伝, 영어: Eiyuden Chronicle: Hundred Heroes

### 참조주
1. ↑  Fuller, Alex (2020년 7월 27일). “Eiyuden Chronicle Kickstarter Now Live”. 《RPGamer》. 2022년 5월 19일에 원본 문서에서 보존된 문서. 2022년 5월 29일에 확인함.